# Eduard Zacharczenko
Eduard Ołeksandrowycz Zacharczenko, ukr. Едуард Олександрович Захарченко; ros. Эдуард Александрович Захарченко – Eduard Aleksandrowicz Zacharczenko (ur. 4 sierpnia 1995 we Władywostoku, Rosja) – ukraiński hokeista pochodzenia rosyjskiego, reprezentant Ukrainy.

## Kariera
- HK Czełny (2013-2014)
- HK Krzemieńczuk (2015)
- Generals Kijów (2015-2016)
- HK Krzemieńczuk (2016-2017)
- Nottingham Panthers (2017)
- HK Astana (2018)
- Dunaújvárosi Acélbikák (2018-2019)
- HC Fassa Falcons (2019-2020)
- SC Energija (2021)
- Dnipro Chersoń (2021-)

Rozwijał naukę hokeja w Sokile Kijów. Od 2013 zawodnik zespołu HK Czełny w juniorskiej lidze rosyjskiej MHL. Od 2014 zawodnik ukraińskiego klubu HK Krzemieńczuk, z którym zdobył wicemistrzostwo kraju. Od sierpnia 2015 zawodnik Generals Kijów. Od sierpnia 2016 ponownie zawodnik HK Krzemieńczuk. Od maja 2017 zawodnik angielskiego klubu Nottingham Panthers. W sierpniu 2018 został zawodnikiem kazachskiego klubu HK Astana. Pod koniec grudnia 2019 przeszedł do węgierskiego Dunaújvárosi Acélbikák. W połowie 2019 został bramkarzem włoskiego zespołu HC Fassa Falcons. W 2021 grał litewskim zespole SC Energija, a we wrześniu 2021 został zaangażowany przez Dnipro Chersoń.
W barwach juniorskich kadr Ukrainy uczestniczył w turniejach mistrzostw świata juniorów do lat 18 w 2012, 2013 (Dywizja I), mistrzostw świata juniorów do lat 20 2014, 2015 (Dywizja I). W kadrze seniorskiej uczestniczył w turniejach mistrzostw świata 2015, 2016, 2017, 2023, 2024 (Dywizja IB), 2025 (Dywizja IA).
23 sierpnia 2017 został zdyskwalifikowany przez Federację Hokeja Ukrainy w związku z ujawnieniem dokumentu, w którym widniał jego podpis przy zobowiązaniu do zwrotu kwoty pieniędzy za doprowadzenie do porażki Ukrainy z Koreą Południową różnicą co najmniej dwóch goli meczu 28 kwietnia 2017 podczas turnieju MŚ Dywizji IA (spotkanie zakończyło się wynikiem 1:2 po karnych; zaś drugim ukaranym zawodnikiem był obrońca kadry, Wołodymyr Warywoda). We wrześniu został także zawieszony przez międzynarodową federację IIHF, po czym przestał być zawodnikiem Nottingham Panthers.

## Sukcesy
Reprezentacyjne
- Awans do MŚ Dywizji I Grupy A: 2016, 2024

Klubowe
- Srebrny medal mistrzostw Ukrainy: 2015 z HK Krzemieńczuk, 2016 z Generals Kijów, 2017 z HK Krzemieńczuk
- Brązowy medal mistrzostw Ukrainy: 2023 z Dnipro Chersoń

Indywidualne
- Mistrzostwa Świata Juniorów w Hokeju na Lodzie 2014/I Dywizja#Grupa B:
  - Pierwsze miejsce w klasyfikacji średniej goli straconych na mecz: 2,36[15]
  - Drugie miejsce w klasyfikacji skuteczności interwencji: 91,06%
  - Najlepszy zawodnik reprezentacji na turnieju[16]
- Mistrzostwa Świata Juniorów w Hokeju na Lodzie 2015/I Dywizja#Grupa B:
  - Drugie miejsce w klasyfikacji średniej goli straconych na mecz: 2,17[17]
  - Pierwsze miejsce w klasyfikacji skuteczności interwencji: 94,4%
  - Najlepszy zawodnik reprezentacji na turnieju[18]
- Mistrzostwa Świata w Hokeju na Lodzie 2015/I Dywizja#Grupa A:
  - Jeden z trzech najlepszych zawodników reprezentacji w turnieju[19]
- Mistrzostwa Ukrainy w hokeju na lodzie (2015/2016):
  - Najlepszy bramkarz sezonu[20]
- Mistrzostwa Świata w Hokeju na Lodzie 2016/I Dywizja#Grupa B:
  - Pierwsze miejsce w klasyfikacji skuteczności interwencji: 95,35%[21]
  - Pierwsze miejsce w klasyfikacji średniej goli straconych na mecz: 1,21
  - Najlepszy bramkarz turnieju[22]
- Mistrzostwa Świata w Hokeju na Lodzie 2017/I Dywizja#Grupa A:
  - Drugie miejsce w klasyfikacji skuteczności interwencji: 94,30%[23]
  - Czwarte miejsce w klasyfikacji średniej goli straconych na mecz: 2,23
- Mistrzostwa Ukrainy w hokeju na lodzie (2022/2023):
  - Najlepszy bramkarz sezonu
- Mistrzostwa Świata w Hokeju na Lodzie 2024 (I Dywizja)#Grupa B[24]:
  - Pierwsze miejsce w klasyfikacji skuteczności interwencji w turnieju: 100,00%
  - Pierwsze miejsce w klasyfikacji średniej goli straconych na mecz w turnieju: 0,00
- Mistrzostwa Ukrainy w hokeju na lodzie (2024/2025):
  - Najlepszy bramkarz sezonu[25]